# Alles Gold dieser Welt
Alles Gold dieser Welt (Originaltitel: Tout l’or du monde) ist eine französisch-italienische Filmkomödie aus dem Jahre 1961 von René Clair mit Bourvil in gleich drei Rollen und Philippe Noiret als sein geschäftstüchtiger gieriger Gegenspieler.

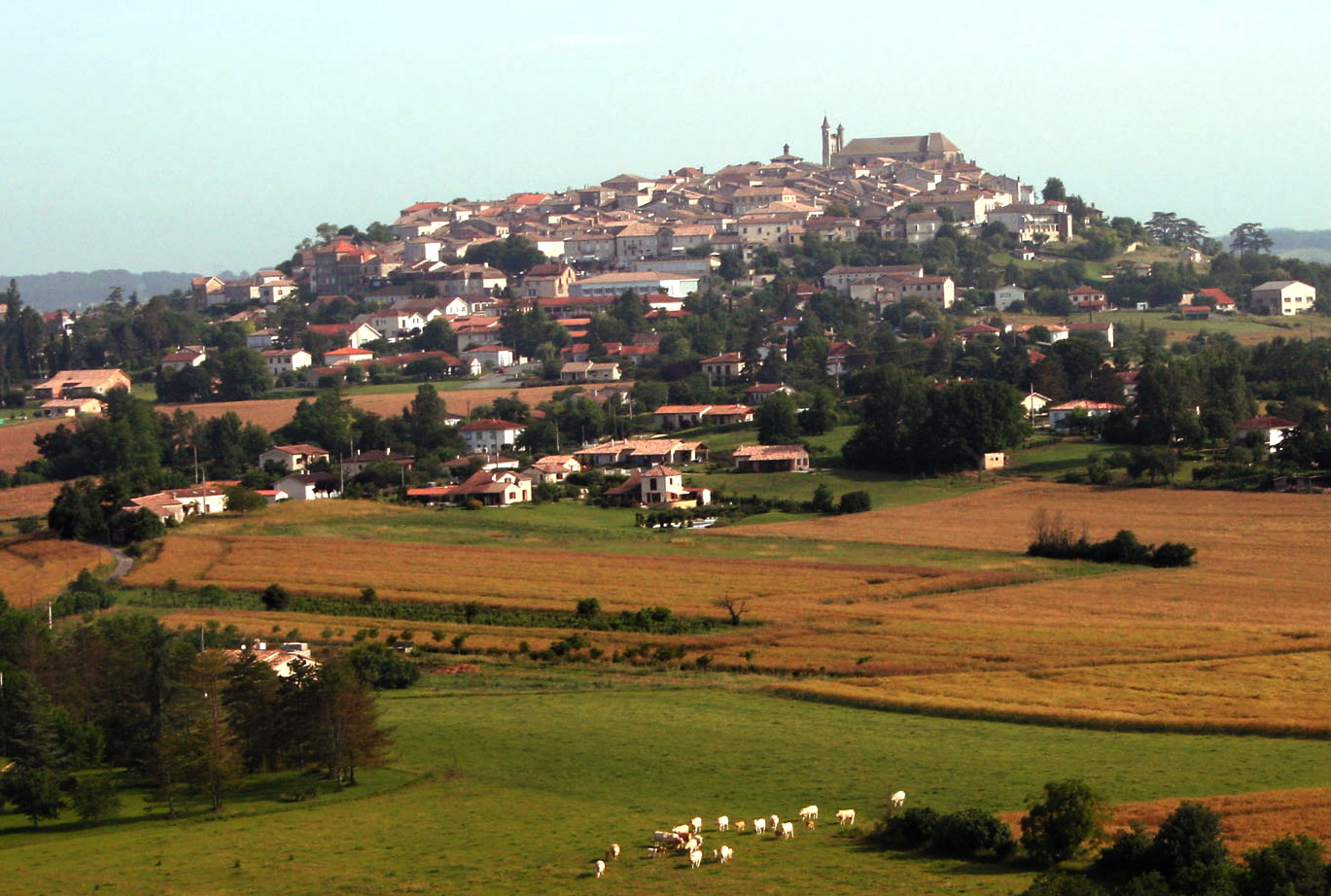
Drehort Monflanquin

## Handlung
Paris im Jahre 1961. Stau, überall Stau. Die Straßen von Paris sind vollgestopft mit Autos, es gibt kein Fortkommen mehr. Die Nerven der Leute sind angespannt, und so manche Anspannung bricht sich in blanker Aggression Bahn. Ein amerikanischer Straßenkreuzer biegt von der Ausfallstraße aus Paris ab und erreicht über Nebenwege das ländlich gelegene Örtchen Cabosse. Hier erwartet der Sekretär Fred schon seinen Chef Monsieur Hardy und preist diesem, der Cabosse komplett aufkaufen möchte, das Dorf, in dem er ihn über den Friedhof führt. In Cabosse ist die Luft am saubersten, hier liegt das Durchschnittsalter angeblich 30 Jahre höher als im Rest Frankreichs. Hier stirbt auch niemand unter 87 Jahren, manche Bewohner wurden sogar 106 Jahre alt, wie Grabsteine bezeugen. Monsieur Hardy ist wie elektrisiert, er plant hier den ganz großen Geschäftscoup zu landen und hat auch schon eine Namensumbenennung im Kopf: Cabosse soll, wenn erst einmal in seinem Besitz, fortan Longuevie, also „Langes Leben“, heißen.
Einen Werbeslogan haben Hardy und sein Adlatus Fred auch schon ausbaldowert: „Ihr, die ihr das Leben liebt, kommt nach Longuevie!“ Cabosse soll abgerissen werden, der 500 Jahre alte Ort komplett verschwinden. Stattdessen gedenkt Monsieur komplett neue, mehrstöckige Häuser hochzuziehen, dazu selbstverständlich ein Casino, ein Thermalbad und einen Golfplatz. Hardy bringt quasi alle Grundstücke in seinen Besitz. Alle …? Nein, eines, das wichtigste im Dorfkern mit einer Quelle, der man den Ursprung für die Langlebigkeit in Cabosse nachsagt, hat er noch nicht. Das gehört einem störrischen alten Bauern namens Mathieu Dumont, der partout seinen Besitz nicht veräußern möchte. Nachdem man den alten Querkopf so weit zu haben glaubt, zögert dieser noch, denn Dumont will sich zuvor mit seinem Sohn Toine absprechen. Es ist alte Tradition, dass der Hof stets vom Vater zum Sohn weitervererbt wird, und somit würde der Verkauf des Grundstücks diese Tradition beenden. Fred drängt im Auftrag seines Chefs zur Vertragsunterzeichnung, doch Toine ist mit seinen Schafen hoch oben in den Bergen und kommt, wie Dumont versichert, erst zum Ende des Sommers mit seiner Herde wieder ins Tal zurück.
So lange zu warten hat der stets eilige Monsieur Hardy jedoch keine Zeit, und so fliegt man kurzerhand mit dem Hubschrauber in die Berge hinauf, um Toine ins Dorf hinunter zu fliegen. Vater und Sohn sind sich jedoch nicht sonderlich grün. Toines Vater wird immer bockiger und droht sowohl dem Bürgermeister als auch Fred, mit seiner Flinte eine Ladung Steinsalz in den Hintern zu jagen. Derweil zieht Hardy alle Register in Sachen Werberummel: Er holt mit Stella einen echten Filmstar nach Cabosse, um für Aufmerksamkeit und Fotostrecken in Magazinen zu sorgen. Während einer festlichen Prozession kommt auch der störrische alte Dumont in den Ort und fuchtelt mit seiner Steinsalzflinte herum, woraufhin die verängstigten Bewohner in alle Himmelsrichtungen fliehen. Toine eilt herbei, um seinen amoklaufenden Vater zu entwaffnen und rettet ganz en passant auch noch die hysterisch um Hilfe schreiende Stella. Bei dieser Aktion wird Dumont junior von einem Pressefotografen „abgeschossen“, und das Bild landet auf dem Titel einer Yellow-Press-Postille, woraufhin der trottelige Toine ganz ohne Absicht in die Glitzerwelt der Halb-Promis aufsteigt. Für Monsieur Hardy ist Toine nunmehr der perfekte Botschafter für sein zukünftiges Longuevie, und er führt den Bauerntölpel durch Paris. Das schafehütende Landei wird ordentlich ausstaffiert und herausgeputzt und für Pressefotos erneut mit Stella zusammengeführt. Schließlich wird er sogar in eine Fernsehshow geschleift, wo er vor laufender Kamera ein albernes Schäfchenlied zum besten bringt. Als es anschließend zu einer Liveschaltung nach Cabosse kommt, drängelt sich auch der alte Dumont vor die Kamera, und somit wird der schwelende Streit zwischen Vater und Sohn öffentlich und live in die französischen Haushalte übertragen. Daraufhin verjagt man Toine mit Schimpf und Schande aus Paris, zurück zu seinen Schafen.
In Cabosse legt derweil der alte Dumont Hand an die Werbeschilder für Longuevie und reißt eines, das auf seinem Grund und Boden steht, herunter. Dies fällt auf seinen Kopf und erschlägt den Alten. Als Hardy von dem Bürgermeister diese für ihn erfreuliche Nachricht erhält, kann er sein Glück kaum fassen. Die Trauerfeier ist eine einzige Heuchelei und ähnelt mehr einem Freudenfest. Hardy und sein Adlatus Fred drängen jetzt den neuen Besitzer Toine umso stärker zur Unterschrift für den Grundstücksverkauf. Nun aber packt den Junior das Gewissen, da er nicht gegen das väterliche Vermächtnis handeln will, und er beginnt, ganz wie der verhasste Vater, den Verkauf zu verzögern. Um nun endlich den Vertragsabschluss unter Dach und Fach zu bringen, beschließen Hardy, Dumont und Hardys Chauffeur Jules, Toine zu übertölpeln, indem sie den toten Dumont aus dem Jenseits „Toine“ rufen lassen, um diesen zum Vertragsabschluss aufzufordern.
Toine vertraut sich in die sympathische Wirtshausbedienung Rosa an, in die er klammheimlich verliebt ist. Fred nutzt die Gelegenheit und bandelt im Auftrag seines Chefs mit Rosa an, um Toine endlich aus der Reserve zu locken. Wieder einmal steht er kurz vor der Unterzeichnung, da beginnt sich Toine erneut zu zieren. Nun hat sich ganz Cabosse gegen ihn erhoben, da alle anderen Bürger nicht an den zu erwartenden Geldsegen kommen können, solange Toine den Grundstücksverkauf nicht unterschreibt und damit das Großprojekt „Longuevie“ perfekt macht. Der Bürgermeister macht in einer Gemeindeverwaltung Stimmung gegen den Widerständler, und die Kinder auf der Straße rufen ihm „Volksfeind“ hinterher. Schließlich hat Toine vom Dauerdruck die Nase voll und will nun endlich den Grundstücksverkauf absegnen. Da platzt die Bombe: Toine hat noch einen Bruder namens Martial, der jedoch bereits tot sein soll. Toine steckt jedoch Monsieur Hardy, dass er und sein Vater immer nur erzählt haben, dass Martial tot sei, er ist es aber nicht! Daraufhin fahren Hardy und Toine Dumont zu einem völlig abgelegenen Gefängnis, wo Martial zuletzt einsaß. Dort erfahren beide, dass sich Martial bereits vor sechs Jahren nach Argentinien abgesetzt habe, wo er eine Hacienda besitzt. Prompt fliegt Monsieur Hardy mit seinem Chauffeur nach Südamerika, um Martial dort aufzusuchen.
Dieser hat dort längst eine Familie gegründet und ist in Argentinien glücklich geworden. Martial stimmt dem Verkauf des familieneigene Grundstücks in Cabosse zu, wenn Toine nun endlich auch heiratet. Doch der ist jetzt bockig, da ihn Rosa, wie er glaubt, zuletzt habe abblitzen lassen und stattdessen mit Fred herumpoussiert habe. Toine hat endgültig von Cabosse und seinen Bewohnern die Schnauze voll und will die Gegend verlassen. Erwartungsgemäß haben die anderen Cabosser etwas dagegen, und so bildet sich eine mit Harken und Rechen „bewaffnete“ Bürgerwehr, die sich auf die Suche nach dem Flüchtigen begibt. Auf der Brücke wird er gestellt, während der Bürgermeister mithilfe anderer Cabosser Rosa hierher schleppt. Aus der Ferne beobachtet Victor Hardy mit seinen Leuten die Szenerie und ist einem Nervenzusammenbruch nahe. Endlich liegen sich die beiden Liebenden in den Armen. Monsieur Hardy lässt daraufhin die Domaine von Longuevie hochleben, „in dem die Luft so rein ist und wo man so lange lebt…“. Weiter kommt er nicht, da fasst sich der Bauspekulant an sein Herz und bricht tot zusammen. Mit seinem Ableben ist auch der Motor für die Umwandlung von Cabosse in Longuevie gestorben. Durch die verwaisten, neuen Geschäftsräume weht der heiße Sommerwind, die Plakate für das zukünftige Longuevie fallen in sich zusammen, und das Projekt stirbt in kürzester Zeit.

## Produktionsnotizen
Alles Gold dieser Welt entstand im Sommer 1961 in dem im Südwesten Frankreichs gelegenen Département Lot-et-Garonne und im Örtchen Monflanquin (beides Außenaufnahmen) sowie in den Pariser Studios Cinéma. Der Film wurde am 1. November 1961 in Paris uraufgeführt und am 22. Dezember 1961 erstmals in Deutschland gezeigt. In Österreich lief er bereits am 19. Dezember 1961 an.
Die Bauten entwarf Léon Barsacq, sein Sohn Yves Barsacq übernahm in diesem Film eine Nebenrolle. Costa-Gavras und Claude Pinoteau assistierten Regiealtmeister Clair.
Der Titel „Alles Gold dieser Welt“ bezieht sich auf einen Familienausspruch der Dumonts, demzufolge eine gute Gesundheit mehr wert sei, als alles Gold dieser Welt.

## Kritiken
„Nach Altmeister Jean Renoir (‚Das Frühstück im Grünen‘) hat auch dessen Generationsgenosse Rene Clair die Reize des Landlebens entdeckt. Angeregt durch die Lesebuchanekdote über den Müller von Sanssouci stimmt er einen Lobgesang auf die ‚Tugend ländlicher Bodenverbundenheit‘ (Verleihslogan) an: Landwirte des Films ziehen die Schafzucht in reiner Höhenluft der fetten Abfindung vor, die Organisatoren eines Kurortes für den bäuerlichen Grund und Boden zu zahlen bereit sind. Außerdem nutzte der Regisseur die Handlung zu ironischen Seitenhieben gegen Spekulanten, Fernsehen und Neue Welle. Clair verfährt dabei wie der greise Film-Held, der seinen Widersachern unermüdlich Schrotladungen aufs Hinterteil schießt. Bei der weiten Streuung trifft dieser und jener Gag, aber die meisten gehen ins Leere.“

Paimann’s Filmlisten resümierte: „Eine kleine Handlung, die René Clair wieder seinem Stil getrau aufbereitet; unterstützt vom komödiantischen Brio Bourvils.“

„Zwei Bauern, Vater und Sohn, weigern sich, ein Stück Land zu verkaufen, und machen dadurch eine großangelegte Grundstücksspekulation zunichte. Unterhaltsames Dorflustspiel, sehenswert auch durch Bourvil als Charakterkomiker in drei Rollen.“